# Al Hayl Castle
Al Hayl Castle är ett slott i Förenade Arabemiraten.   Det ligger i emiratet Fujairah, i den nordöstra delen av landet, 200 kilometer öster om huvudstaden Abu Dhabi. Al Hayl Castle ligger 231 meter över havet.
Terrängen runt Al Hayl Castle är kuperad. Närmaste större samhälle är Fujairah, 12,3 kilometer öster om Al Hayl Castle.
Trakten runt Al Hayl Castle är ofruktbar med lite eller ingen växtlighet.  Trakten runt Al Hayl Castle är ganska tätbefolkad, med 52 invånare per kvadratkilometer.